# 田隅恒生
田隅 恒生（たすみ つねお、1931年 - 2019年）は、日本の中東近代史研究家。

## 略歴
兵庫県出身。兵庫県立芦屋高等学校卒、1954年京都大学法学部卒業。丸紅に勤務。その間テヘラン、ニューヨーク、マニラに駐在。丸紅紙業を経て、1993年退職。
T・E・ロレンスの『知恵の七柱』を完訳した。

## 著書
- 『荒野に立つ貴婦人 ガートルード・ベルの生涯と業績』（法政大学出版局、イスラーム文化叢書） 2005
- 『「アラビアのロレンス」の真実 『知恵の七柱』を読み直す』（平凡社） 2013

## 翻訳
- 『時の回廊 中東歴史紀行』（ジュリアン・ハクスリー、平凡社） 1992
- 『シリア縦断紀行』全2巻（ガートルード・ロージアン・ベル、平凡社東洋文庫） 1994‐1995、ワイド版 2009
- 『オリエント漂泊 ヘスター・スタノップの生涯』（ジョーン・ハズリップ、法政大学出版局、りぶらりあ選書） 1996
- 『遍歴のアラビア ベドウィン揺籃の地を訪ねて』（レディ・アン・ブラント、法政大学出版局、りぶらりあ選書） 1998
- 『ペルシア王宮物語 ハレムに育った王女』（タージ・アッサルタネ、アッバース・アマーナト編、平凡社東洋文庫） 1998
- 『ペルシアの情景』（ガートルード・L・ベル、法政大学出版局、イスラーム文化叢書） 2000
- 『アラブに憑かれた男たち バートン、ブラント、ダウティ』（トマス・ジョゼフ・アサド、法政大学出版局、イスラーム文化叢書） 2001
- 『回想のオリエント ドイツ帝国外交官の中東半生記』（フリードリヒ・ローゼン、法政大学出版局、イスラーム文化叢書） 2003
- 『知恵の七柱 完全版』全5巻（トーマス・エドワード・ロレンス、ジェレミー・ウィルソン編、平凡社東洋文庫） 2008 ‐ 2009
- 『ルルドへの旅 ノーベル賞受賞医が見た「奇跡の泉」』（アレクシー・カレル、中公文庫） 2015